# Lista ośrodków narciarskich w Polsce
Lista ośrodków narciarskich w Polsce – pełna lista zawierająca wszystkie ośrodki narciarskie w Polsce, w których infrastrukturze znajduje się przynajmniej 1 wyciąg krzesełkowy, kolej gondolowa, kolej linowa lub kolej linowo-terenowa.
| L.p. | Województwo         | Powiat         | Gmina                   | Nazwa ośrodka narciarskiego                                      |
| ---- | ------------------- | -------------- | ----------------------- | ---------------------------------------------------------------- |
| 1    | dolnośląskie        | karkonoski     | Szklarska Poręba        | SkiArena Szrenica                                                |
| 2    | dolnośląskie        | karkonoski     | Karpacz                 | Kompleks Narciarski Kopa w Karpaczu                              |
| 3    | dolnośląskie        | karkonoski     | Karpacz                 | Stacja Narciarska Biały Jar w Karpaczu                           |
| 4    | dolnośląskie        | kłodzki        | Stronie Śląskie         | Ośrodek Narciarski Czarna Góra                                   |
| 5    | dolnośląskie        | kłodzki        | Stronie Śląskie         | Stacja Narciarska Kamienica                                      |
| 6    | dolnośląskie        | kłodzki        | Duszniki-Zdrój          | Stacja Narciarska Zieleniec                                      |
| 7    | dolnośląskie        | lubański       | Świeradów-Zdrój         | Ośrodek Ski & Sun Świeradów-Zdrój                                |
| 8    | dolnośląskie        | wałbrzyski     | Boguszów-Gorce          | Ośrodek Sportowo-Rekreacyjny Góra Dzikowiec w Boguszowie-Gorcach |
| 9    | lubelskie           | janowski       | Chrzanów                | Narciarski Raj w Chrzanowie                                      |
| 10   | łódzkie             | radomszczański | Kamieńsk                | Ośrodek Sportu i Rekreacji Góra Kamieńsk                         |
| 11   | małopolskie         | gorlicki       | Sękowa                  | SkiPark Magura na Magurze Małastowskiej                          |
| 12   | małopolskie         | limanowski     | Laskowa                 | Stacja Narciarska Laskowa-Kamionna                               |
| 13   | małopolskie         | limanowski     | Limanowa                | Stacja Narciarska Limanowa-Ski                                   |
| 14   | małopolskie         | limanowski     | Mszana Dolna            | Stacja Narciarska Kasina Ski w Kasinie Wielkiej                  |
| 15   | małopolskie         | limanowski     | Niedźwiedź              | Ostoja Górska Koninki w Porębie Wielkiej                         |
| 16   | małopolskie         | myślenicki     | Myślenice               | Sport Arena Myślenice                                            |
| 17   | małopolskie         | myślenicki     | Sułkowice               | Stacja Narciarska Szklana Góra Ski w Harbutowicach               |
| 18   | małopolskie         | nowosądecki    | Krynica Zdrój           | Słotwiny Arena w Krynicy                                         |
| 19   | małopolskie         | nowosądecki    | Krynica Zdrój           | Kompleks Narciarski Słotwiny w Krynicy                           |
| 20   | małopolskie         | nowosądecki    | Krynica Zdrój           | Ośrodek Narciarski Henryk-Ski w Krynicy                          |
| 21   | małopolskie         | nowosądecki    | Krynica Zdrój           | Stacja Narciarska Jaworzyna Krynicka                             |
| 22   | małopolskie         | nowosądecki    | Krynica Zdrój           | Stacja Narciarska Tylicz                                         |
| 23   | małopolskie         | nowosądecki    | Krynica Zdrój           | Centrum Narciarskie Master-Ski w Tyliczu                         |
| 24   | małopolskie         | nowosądecki    | Piwniczna-Zdrój-Muszyna | Stacja Narciarska Dwie Doliny Muszyna-Wierchomla                 |
| 25   | małopolskie         | nowosądecki    | Rytro                   | Ośrodek Narciarsko-Rekreacyjny Ryterski Raj w Rytrze             |
| 26   | małopolskie         | nowotarski     | Czorsztyn               | Ośrodek Narciarski Czorsztyn-Ski w Kluszkowcach                  |
| 27   | małopolskie         | nowotarski     | Spytkowice              | Kompleks Beskid Spytkowice                                       |
| 28   | małopolskie         | nowotarski     | Szczawnica              | Arena Narciarska Jaworki-Homole                                  |
| 29   | małopolskie         | nowotarski     | Szczawnica              | Stacja Narciarska Palenica w Szczawnicy                          |
| 30   | małopolskie         | suski          | Zawoja                  | Ośrodek Turystyczno-Narciarski Mosorny Groń w Zawoi              |
| 31   | małopolskie         | tatrzański     | Bukowina Tatrzańska     | Wyciągi Narciarskie Bania w Białce Tatrzańskiej                  |
| 32   | małopolskie         | tatrzański     | Bukowina Tatrzańska     | Stacja Narciarska Kaniówka w Białce Tatrzańskiej                 |
| 33   | małopolskie         | tatrzański     | Bukowina Tatrzańska     | Ośrodek Narciarski Kotelnica Białczańska w Białce Tatrzańskiej   |
| 34   | małopolskie         | tatrzański     | Bukowina Tatrzańska     | Stacja Narciarska Rusiń-ski w Bukowinie Tatrzańskiej             |
| 35   | małopolskie         | tatrzański     | Bukowina Tatrzańska     | Stacja Narciarska Turnia w Bukowinie Tatrzańskiej                |
| 36   | małopolskie         | tatrzański     | Bukowina Tatrzańska     | Stacja Narciarska Grapa-Litwinka w Czarnej Górze                 |
| 37   | małopolskie         | tatrzański     | Bukowina Tatrzańska     | Ośrodek Narciarski Koziniec w Czarnej Górze                      |
| 38   | małopolskie         | tatrzański     | Bukowina Tatrzańska     | Stacja Narciarska Jurgów                                         |
| 39   | małopolskie         | tatrzański     | Kościelisko             | Butorowy Wierch                                                  |
| 40   | małopolskie         | tatrzański     | Kościelisko             | Stacja Narciarska Witów-Ski w Witowie                            |
| 41   | małopolskie         | tatrzański     | Poronin                 | Stacja Narciarska Małe Ciche                                     |
| 42   | małopolskie         | tatrzański     | Poronin                 | Stacja Narciarska Suche                                          |
| 43   | małopolskie         | tatrzański     | Zakopane                | Kasprowy Wierch                                                  |
| 44   | małopolskie         | tatrzański     | Zakopane                | Gubałówka                                                        |
| 45   | małopolskie         | tatrzański     | Zakopane                | Centrum Narciarskie Nosal w Zakopanem                            |
| 46   | małopolskie         | tatrzański     | Zakopane                | Ośrodek Narciarsko-Rekreacyjny Harenda w Zakopanem               |
| 47   | małopolskie         | tatrzański     | Zakopane                | Stacja Narciarska Polana Szymoszkowa w Zakopanem                 |
| 48   | małopolskie         | wadowicki      | Andrychów               | Ski Centrum Czarny Groń w Rzykach                                |
| 49   | mazowieckie         | Warszawa       | Warszawa                | Całoroczny Stok Narciarski Szczęśliwice                          |
| 50   | podkarpackie        | bieszczadzki   | Ustrzyki Dolne          | Stacja Narciarska Laworta w Ustrzykach Dolnych                   |
| 51   | podkarpackie        | krośnieński    | Rymanów                 | Ośrodek Sportów Zimowych KiczeraSki w Puławach Górnych           |
| 52   | podkarpackie        | Przemyśl       | Przemyśl                | Przemyski Ośrodek Sportu i Rekreacji                             |
| 53   | śląskie             | bielski        | Bielsko-Biała           | Bielsko-Bialski Ośrodek Rekreacyjno-Narciarski „Dębowiec”        |
| 54   | śląskie             | bielski        | Bielsko-Biała           | Kolej gondolowa „Szyndzielnia”                                   |
| 55   | śląskie             | bielski        | Szczyrk                 | Ośrodek Narciarski COS OPO w Szczyrku                            |
| 56   | śląskie             | bielski        | Szczyrk                 | Ośrodek Narciarski Czyrna-Solisko w Szczyrku                     |
| 57   | śląskie             | bielski        | Szczyrk                 | Ośrodek Narciarski Beskid Sport Arena w Szczyrku                 |
| 58   | śląskie             | cieszyński     | Istebna                 | Kompleks Zagroń Istebna                                          |
| 59   | śląskie             | cieszyński     | Istebna                 | Ośrodek Narciarski Złoty Groń w Istebnej                         |
| 60   | śląskie             | cieszyński     | Ustroń                  | Ośrodek narciarski Kolej Linowa Czantoria w Ustroniu             |
| 61   | śląskie             | cieszyński     | Ustroń                  | Kolej Linowa Palenica w Ustroniu                                 |
| 62   | śląskie             | cieszyński     | Ustroń                  | Ośrodek Poniwiec Mała Czantoria w Ustroniu                       |
| 63   | śląskie             | cieszyński     | Wisła                   | Stacja Narciarska Cieńków w Wiśle                                |
| 64   | śląskie             | cieszyński     | Wisła                   | Wyciągi Narciarskie Klepki Wisła Malinka                         |
| 65   | śląskie             | cieszyński     | Wisła                   | Ośrodek Narciarski Nowa Osada w Wiśle                            |
| 66   | śląskie             | cieszyński     | Wisła                   | Ośrodek narciarski Skolnity w Wiśle                              |
| 67   | śląskie             | cieszyński     | Wisła                   | Stacja Narciarska Soszów w Wiśle                                 |
| 68   | śląskie             | cieszyński     | Wisła                   | Stacja narciarska Stok w Wiśle                                   |
| 69   | śląskie             | cieszyński     | Wisła                   | Ośrodek Narciarski Stożek w Wiśle                                |
| 70   | śląskie             | żywiecki       | Czernichów              | Góra Żar w Międzybrodziu Żywieckim                               |
| 71   | śląskie             | żywiecki       | Jeleśnia                | Ośrodek Narciarski Pilsko w Korbielowie                          |
| 72   | śląskie             | żywiecki       | Jeleśnia                | Kolej Baba w Korbielowie Kamiennej                               |
| 73   | śląskie             | żywiecki       | Rajcza                  | Stacja Narciarska Zwardoń Ski                                    |
| 74   | świętokrzyskie      | ostrowiecki    | Bałtów                  | Stacja Narciarska Szwajcaria Bałtowska                           |
| 75   | warmińsko-mazurskie | gołdapski      | Gołdap                  | Centrum Sportowo-Rekreacyjne Piękna Góra w Gołdapi               |
| 76   | warmińsko-mazurskie | mrągowski      | Mikołajki               | Stok narciarski GołębiewSKI w Mikołajkach                        |
| 77   | wielkopolskie       | Poznań         | Poznań                  | Całoroczne Centrum Narciarstwa MaltaSki                          |

W zestawieniu nie uwzględniono ośrodka na Górze Parkowej w Krynicy-Zdroju, ponieważ istniejąca tam kolej linowo-terenowa nie służy terenom narciarskim